# غريغ ديفيس (لاعب اتحاد الرغبي)
غريغ ديفيس (بالإنجليزية: Greg Davis)‏ هو لاعب اتحاد الرغبي أسترالي، ولد في 27 يوليو 1939 في مطماطة في نيوزيلندا، وتوفي في 24 يوليو 1979 في روتوروا في نيوزيلندا.

## روابط خارجية
- غريغ ديفيس عل موقع إسبنسكروم (الإنجليزية)